# هارما
هارما (الاسم العلمي: Harma)، جنس فراش نمطي من فصيلة الحورائيات. أُحادي النوع ويسمى (Harma theobene) عجفاء شراعية. توجد في غينيا وسيراليون وليبيريا وساحل العاج وغانا ونيجيريا ومن الكاميرون إلى أنغولا وفي جمهورية الكونغو الديمقراطية وأوغندا وكينيا وتنزانيا وملاوي وزامبيا وموزمبيق. موائله الغابات والغابات الثقيلة.

## النويعات
- Harma theobene theobene – غينيا وسيراليون وليبيريا وساحل العاج وغانا ونيجيريا.
- Harma theobene blassi (Weymer, 1892) – ساحل كينيا، شرق تنزانيا.
- Harma theobene superna (Fox, 1968) – (فوكس، 1968) - نيجيريا: تحلق عبر النهر، الكاميرون، أفريقيا الاستوائية، أنغولا، جمهورية الكونغو الديمقراطية، أوغندا، غرب كينيا، غرب تنزانيا، ملاوي، شمال شرق زامبيا.

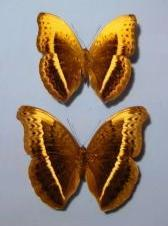
Harma theobene superna from Gabela forest, Angola